# ザ・バンチ
ザ・バンチ（The Bunch）は、1971年に彼らの1枚だけのアルバム『ロック・オン』を録音するために結成されたブリティッシュ・フォーク・ロック・バンド。

## 編成
ザ・バンチはトレヴァー・ルーカスがこの前に在籍していたフォザリンゲイが解散した翌年の1971年にルーカスによって結成された。ルーカスはパット・ドナルドソン、ジェリー・コンウェイ、自身のガールフレンドのサンディ・デニーという3人の元フォザリンゲイのメンバーを引き入れた。デニーは自身の初ソロ・アルバム『海と私のねじれたキャンドル』をリリースしたばかりだった。デニーおよびトニー・コックスと共演していたイアン・ホワイトマンはピアノ担当として引き込まれた。ギターのリチャード・トンプソンが合流し、彼のガールフレンドであり、デニーの友人でもあるリンダ・ピータースがボーカルで参加した。ルーカスはダンディー・ホーンズ（ロジャー・ボール、モリー・ダンカン、マイク・ローゼン）を雇い、さらに元フェアポート・コンヴェンションのメンバーであるアシュリー・ハッチングスとデイヴ・マタックスが合流した。

## アルバム
ザ・バンチはチャック・ベリー、ハンク・ウィリアムスおよびクリケッツといったアーティストの1950年代のロックンロールやカントリーの楽曲を録音した。デニー、ピータースおよびトンプソンがアルバムのほとんどのリード・ボーカルとバッキング・ボーカルを担当し、パット・ドナルドソンもバッキング・ボーカルを担当した。1曲でアシュリー・ハッチングスが、2曲でトレヴァー・ルーカスがリード・ボーカルを担当している。演奏はトンプソン（ギター）、ルーカス（ギター）、ドナルドソン（ベース）、コックス（ピアノ）、ホワイトマン（ピアノ）、マタックス（ドラムス、コンガ）、コンウェイ（ドラムス）およびダンディ・ホーンズ（管楽器）によって提供された。アルバムのレコーディングは1971年終盤に始まり、1972年初頭に完了して1972年4月にリリースされた。

## 解散
アルバムのリリース後にダンディー・ホーンズはグループを去り、アヴェレイジ・ホワイト・バンドを結成した。デニーも自身のソロ活動の継続のために脱退し、1972年のアルバム『サンディ』をレコーディングした。トンプソンは自身の初ソロ・アルバム『ヘンリー・ザ・ヒューマン・フライ』を録音し、ピーターズと結婚した。翌年、トンプソンはデュオ、リチャード&リンダ・トンプソンを結成した。マタックスはフェアポート・コンヴェンションに再加入し、翌年にはルーカスも合流した。

## メンバー
- サンディ・デニー - ボーカル
- リンダ・ピーターズ - ボーカル
- アシュリー・ハッチングス - ボーカル
- リチャード・トンプソン - ボーカル、ギター
- トレヴァー・ルーカス - ボーカル、12弦ギター
- イアン・ホワイトマン - ピアノ
- トニ―・コックス - ピアノ
- パット・ドナルドソン - ベース
- デイヴ・マタックス - ドラムス、パーカッション
- ジェリー・コンウェイ - ドラムス、パーカッション[1]
- マイケル・ベリー - バリトン・サックス

ダンディー・ホーンズ
- ロジャー・ボール - アルト・サックス、バリトン・サックス、サックス、ピアノ
- モリー・ダンカン - サックス
- マイク・ローゼン - トランペット

## ディスコグラフィ

### アルバム
- 『ロック・オン』 - Rock On (1972年、アイランド)[1]

### シングル
- 「ウェン・ウィル・アイ・ビー・ラヴド」 - When Will I Be Loved (1972年、アイランド)[1]